# Johannus Jacobus Abbink Spaink

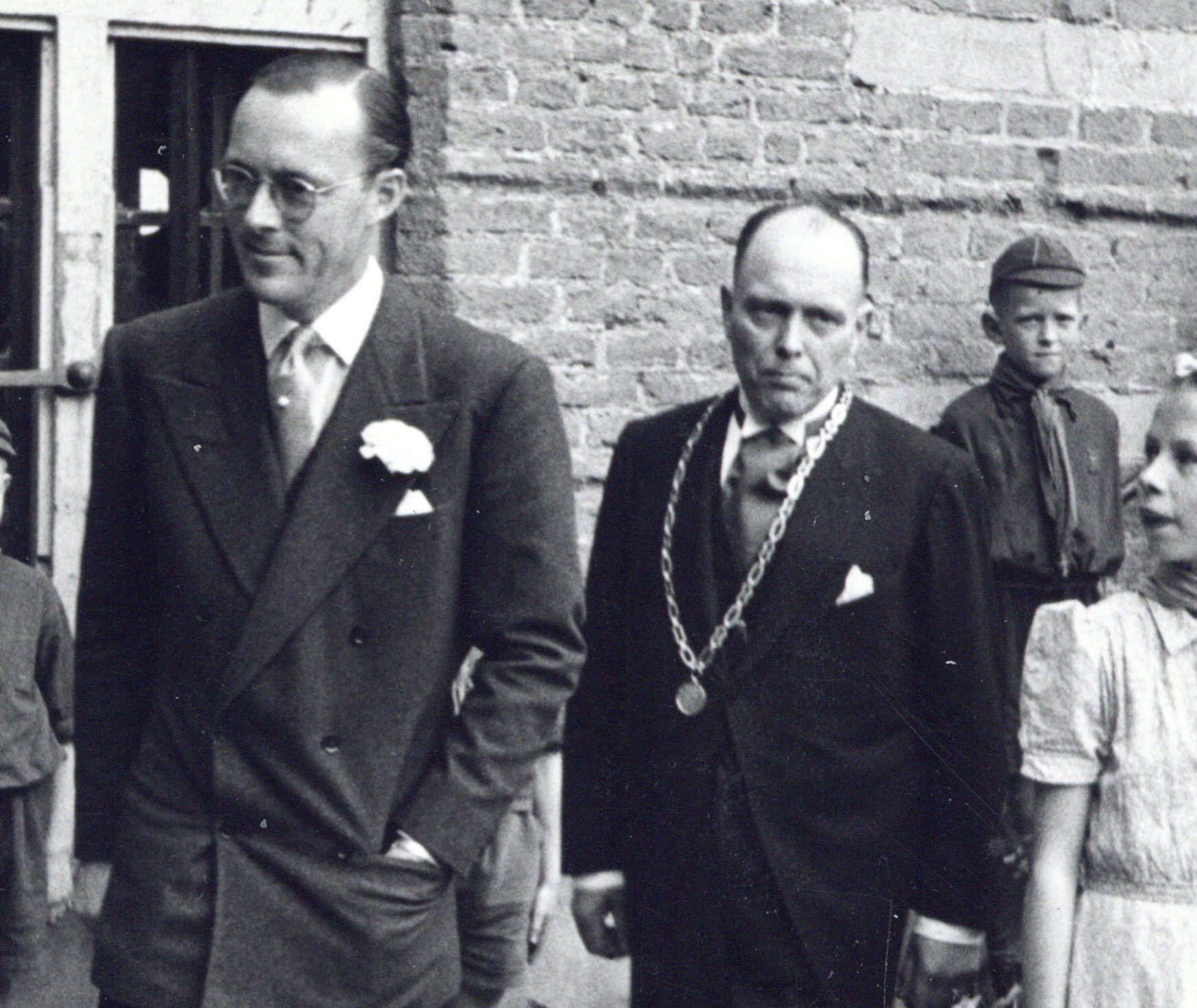
Prins Bernhard met burgemeester J.J. Abbink Spaink (1949)

Johannus Jacobus Abbink Spaink (Apeldoorn, 7 september 1897 – Utrecht, 19 oktober 1964) was een Nederlands politicus van de RKSP.
Hij werd geboren als zoon van Pierre François Spaink (1862-1919, arts) en Maria Magdalena Abbink (1862-1940). Hij is in 1925 afgestudeerd in de rechten aan de Rijksuniversiteit Utrecht en was daarna volontair bij de gemeentesecretarie van Maarn. Hij werd in 1929 benoemd tot burgemeester van IJsselstein. In 1943 werd hij ontslagen waarna IJsselstein een NSB'er als burgemeester kreeg. Abbink Spaink keerde na de bevrijding in 1945 terug in zijn oude functie. Hij ging in 1962 met pensioen en overleed in 1964 op 67-jarige leeftijd.
Rond 1898 is zijn geslachtsnaam officieel veranderd in Abbink Spaink. De Mr. Abbink Spainkstraat in IJsselstein is naar hem genoemd.